# Hagios Thomasos
Hagios Thomasos Armenón (greco: Ἄγιος Θομάσος Ἀρμενῶν, lett. San Tommaso degli Armeni) era un'antica città del thema Carsiano, nell'attuale Turchia centro-meridionale, corrispondente all'odierna città di Tomarza.

## Storia
La città viene citata per la prima volta nell'XI secolo, quando gli altopiani del Thema Carsiano, a nord della Cappadocia, vennero ripopolati da popolazioni Armene in fuga dai Turchi Selgiuchidi. Nel 1900, in epoca Ottomana, era sede vescovile armena .